# 台灣的心跳聲
〈台灣的心跳聲〉（英語：Heartbeat of Taiwan）是臺灣歌手蔡依林的歌曲。該歌曲由方文山作詞、林邁可作曲並製作。該歌曲為2010年上海世界博覽會臺灣館主題曲，於2010年4月27日由台灣房屋以宣傳單曲形式發行。

## 創作
蔡依林受邀演唱2010年上海世界博覽會臺灣館主題曲〈台灣的心跳聲〉，並邀請寇家瑞演唱饒舌部分。方文山表示，歌詞以天燈為概念，描寫三義木雕、美濃紙傘、鹽水蜂炮等臺灣在地文化，和過去描寫歐洲風情不同。該歌曲融合流行和人文元素，蔡依林表示，很高興擔任主唱，認為歌曲意境優美，展現臺灣獨特人文風情，期望透過歌曲讓更多人喜愛臺灣，並期待MV完整發表。

## 音樂影片
該歌曲的MV由台灣房屋贊助新臺幣五千萬元拍攝，導演為范可欽。MV透過電視廣告在臺灣密集播出，民眾可免費於網路下載或索取實體影音光碟。
MV展現臺灣山河風光、古樸街巷、傳統民俗及宗教信仰等在地情感。蔡依林參與演出，溫柔感性地為全民點燈祈福，邀請觀眾透過歌詞、旋律及影像感受臺灣真實的心跳。
范可欽表示，蔡依林和方文山、林邁可是好友，演唱特別有感覺，原本不打算讓她入鏡，但入鏡後整體效果更佳。MV於世博會播放半年，並於臺灣頻道密集播出。

## 提及事物
| 歌詞提及         | 常春藤、消防栓、霓虹燈、三義木雕、永和豆漿 |
| MV提及           | 日出、雲海、神木、水牛、扯鈴、太極拳、三合院、雜貨店、龜山島、竹子湖、跆拳道、布袋戲、摩天輪、台北101、交通安全、街頭藝人、淡水老街、客家藍衫、臺灣花布、旋轉木馬、唐氏症患者、中正紀念堂、迪化街、臺北霞海城隍廟、臺北花博夢想館（新生四館）、臺灣國家交響樂團、自來水博物館、大龍峒保安宮（呼應歌詞中的龍山寺）、花東縱谷平原（呼應歌詞中的嘉南平原） |
| 歌詞和MV共同提及 | 鳳蝶、油菜花、淡水河、太魯閣、臺灣夜市、雲門舞集、鹽水蜂炮、臺灣天燈、屏東黑鮪魚、臺灣美濃油紙傘、臺灣棒球（台灣魂）、新港奉天宮（呼應歌詞中的媽祖）、八家將（MV畫面為官將首）、嘉南平原（MV畫面為花東縱谷）、艋舺龍山寺（MV畫面為大龍峒保安宮） |

## 現場表演
2011年12月13日，蔡依林參加「長榮航空飛航20感恩百分百巨星演唱會」，並演唱〈台灣的心跳聲〉。2014年8月9日，她參加「天佑台灣新竹縣義民祈福之夜」，亦演唱該歌曲。

## 影響
該歌曲因歌詞和旋律琅琅上口，具有較高傳唱度，亦成為部分網友改編的題材。由於該曲發行期間，臺灣社會對死刑存廢議題討論熱烈，臺灣廢除死刑推動聯盟曾改編並發表歌曲〈殺人心跳聲〉，用以表達對執行死刑利害關係的看法。

## 發行歷史
| 地區 | 日期          | 格式    | 發行商   |
| ---- | ------------- | ------- | -------- |
| 臺灣 | 2010年4月27日 | 宣傳DVD | 台灣房屋 |